# Парламентарни избори у Уједињеном Краљевству 2017.
Ванредни парламентарни избори у Уједињеном Краљевству су одржани 8. јуна 2017.
Конзервативна партија Терезе Меј је на овим изборима изгубила парламентарну већину (са 317 од потребних 326 посланика, очекује се да ће формирати већину са Демократском унионистичком партијом из Северне Ирске која после избора има 10 посланика)

## Расписивање избора
Премијерка Тереза Меј истиче да њена влада има добар план за преговоре са ЕУ о Брегзиту, али и да је потребно јединство у парламенту, у којем владају поделе. Тереза Меј је најавила 18. априла да ће предлог о одржавању избора 19. априла бити пред парламентом, а да би се избори расписани, потребна је била подршка две трећине посланика.